# Андомский Погост
Андомский Погост — село в Вытегорском районе Вологодской области. Административный центр Андомского сельского поселения. Административный центр упраздненного Андомского района Ленинградской и Вологодской областей (1927—1957).

## География
Расположено на левом берегу реки Андома, на трассе А119. Расстояние по автодороге до районного центра Вытегры — 32 км.
Ближайшие населённые пункты — Березина, Маковская, Михалево, Сергеево, Терово, Трошигино, Устеново.

## История
Центр Андомского погоста в составе Заонежских погостов Никольский Андомский погост упоминается в 1563 году:
погост Никольский на р. Андоме. На погосте церковь Никола чудотворец... бобыльские дворы беспашенные
В 1927—1957 годах был центром Андомского района.

## Население
| 2010 |
| ---- |
| 661  |

### Национальный и гендерный состав
По переписи 2002 года население — 794 человека (374 мужчины, 420 женщин). Преобладающая национальность — русские (98 %).

## Инфраструктура
Личное подсобное хозяйство с зоной сельскохозяйственного использования, индивидуальная застройка усадебного типа.
В селе работают Андомская средняя школа, Андомский ДК.

## Достопримечательности
В селе расположены памятники архитектуры Троицкая и Воскресенская церкви, колодец.

## Транспорт
Автобусное сообщение с райцентром. Остановка общественного транспорта «Андомский Погост – Дом культуры». 